# 市房山
市房山（いちふさやま）は、九州山地の南部にある日本の山。標高は1,720.8m。熊本県水上村・宮崎県椎葉村・西米良村にまたがる。

## 概要
石堂山、天包山と「米良三山」に数えられる、球磨・米良地方における信仰の山である。水上村湯山の市房神社では旧暦3月15日に「お岳参り」が催される。九州本土では数少ない1700mを超える山の一つである。

## 地形・地質
北部は花崗岩の貫入岩帯を、南部は四万十層群を基盤としており、山頂付近は花崗岩が露出している。花崗岩は約1400万年前（新生代中新世）にマグマが四万十層群に貫入して冷え固まったものであり、約75平方キロメートルの広さに及び、黒雲母を含んでいる。
東側は一ツ瀬川がV字谷を刻んでおり、壮年期地形の山容をみせる。

## 自然環境

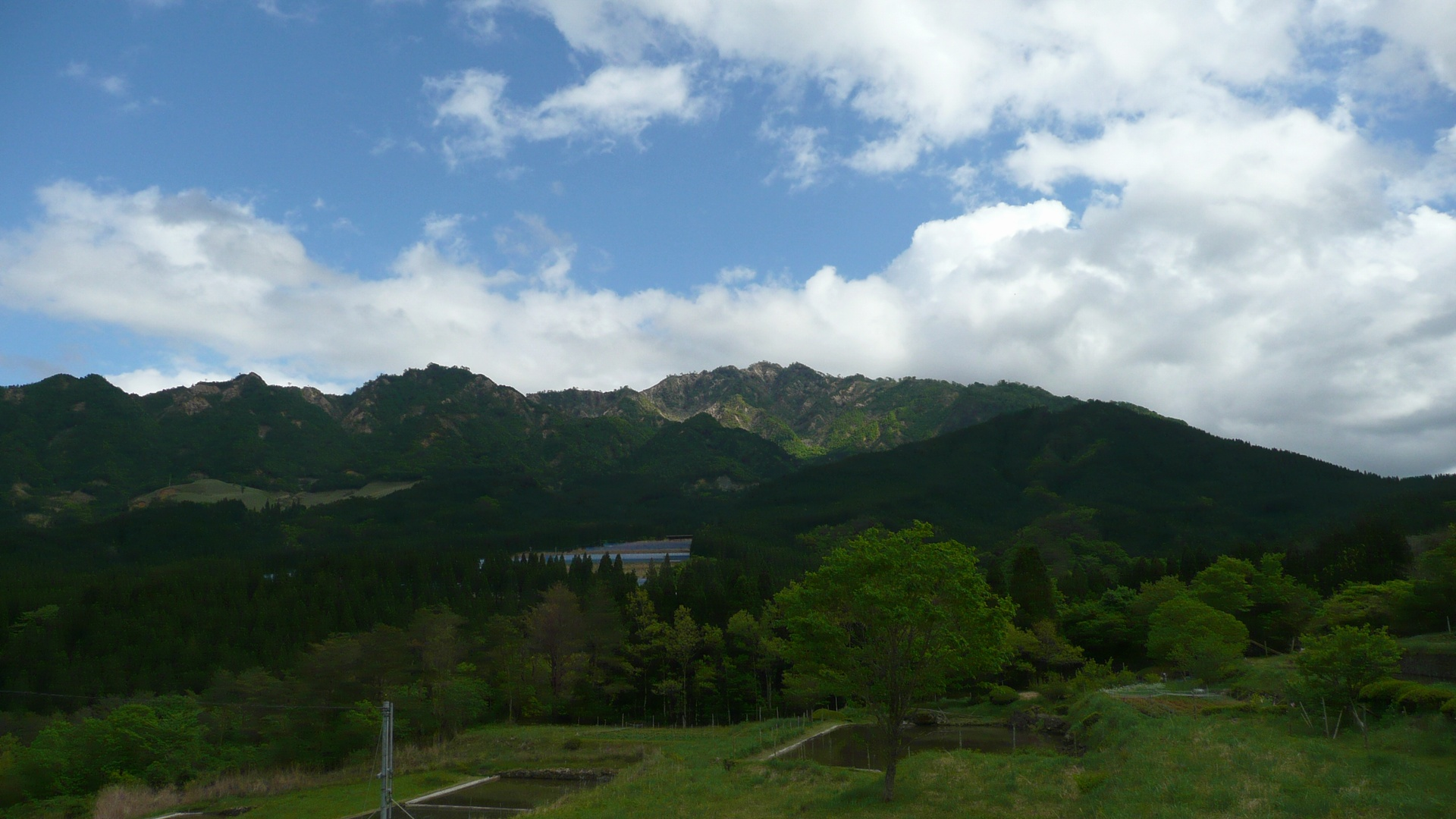
椎葉村矢立
北側を中心に荒廃している

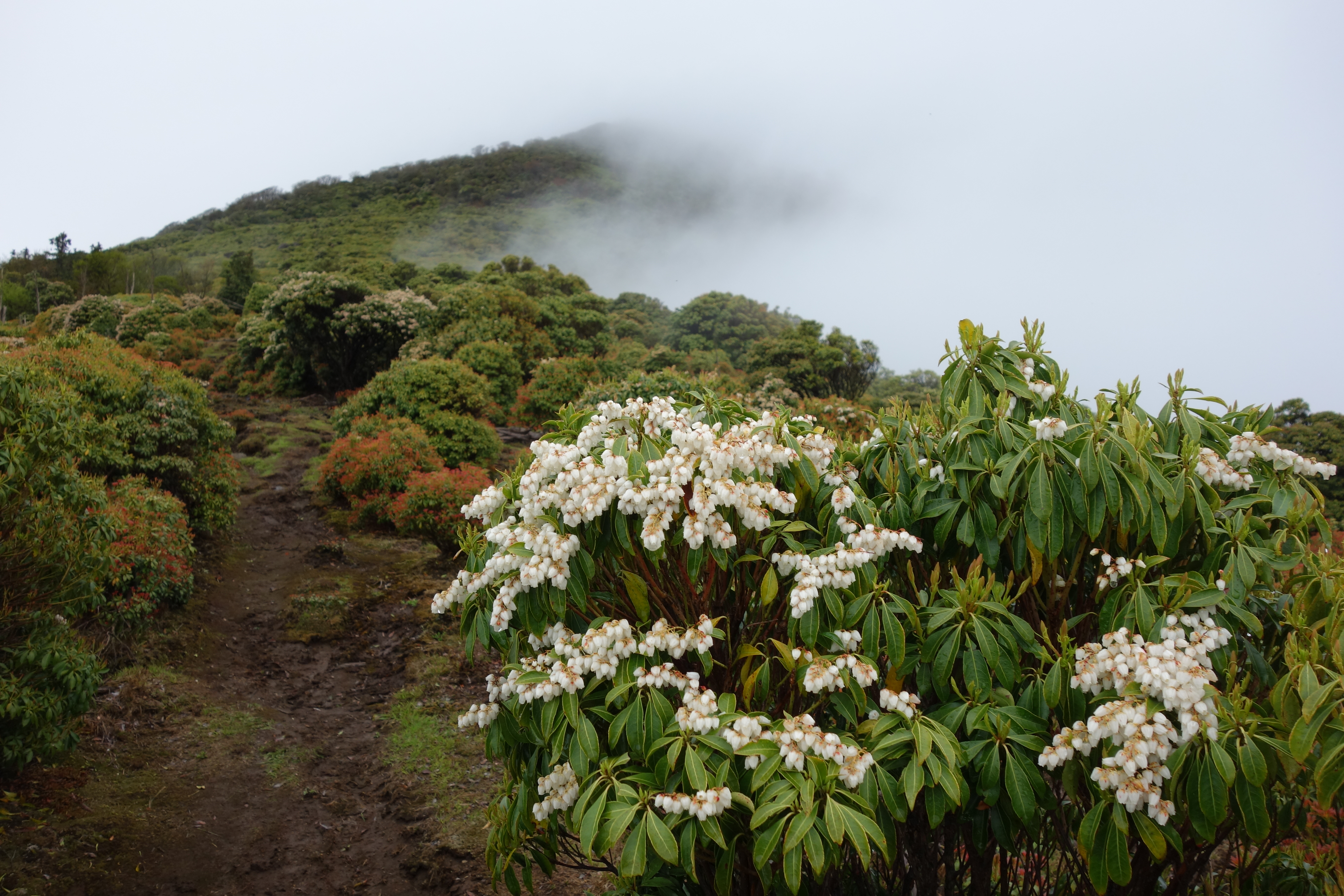
市房山のアセビ

年降水量は約3,200mm、豪雨地帯である。

### 植生
宮崎県側を中心に開発が進められており、原生林は山頂付近に残されているのみである。かつては山麓から順にシイ・カシ（山麓）、モミ・ツガ（山腹）、ブナ林（山頂付近）がみられたが、現在ではスギ・ヒノキ・アカマツ・カラマツの植林が中心である。
市房山全体には8,000種類以上の植物が生息している。固有種としてはツクシイワシャジン（筑紫岩沙参）やイチブサヒメシャラなどがあり、市房山を南限とする種も30種以上いる。
4月下旬から5月上旬にかけてアケボノツツジが、10月中旬に紅葉が見頃となる。

### 鳥類
アオバズクやオオルリなどが生息する。

## 登山
年中登山は可能であるが、積雪のある12月から2月、夏の7・8月を除いた期間がシーズンとなる。日帰りで登山できる。
登山道は3～7合目が木の根、岩等が多く険しい。7～8合目はなだらかである。8～山頂は坂が急ではあるが、木の根、岩等が無く比較的に楽に登れる。
登山道は、水上村の市房神社（12km）、西米良村槙ノ口（8km）、西米良村吐合の竹之元川（17km）からの3ルートがある。水上村側からは市房山キャンプ場、市房神社（4合目）を経由するルートが一般的で、登頂までに4時間近く要する。西米良村側からは槙ノ口からのルートが一般的で、上りが4時間20分・下りが3時間10分ほどで合計7時間30分かかる。椎葉村側からは登山できない。
2011年10月現在、心見橋方面の登山道が崩壊しており立ち入り禁止となっている。

## 交通アクセス
- くま川鉄道湯前線湯前駅より九州産交バス市房登山口ゆきに乗車し終点下車。
- 九州自動車道人吉球磨スマートインターチェンジより38㎞。

## ギャラリー

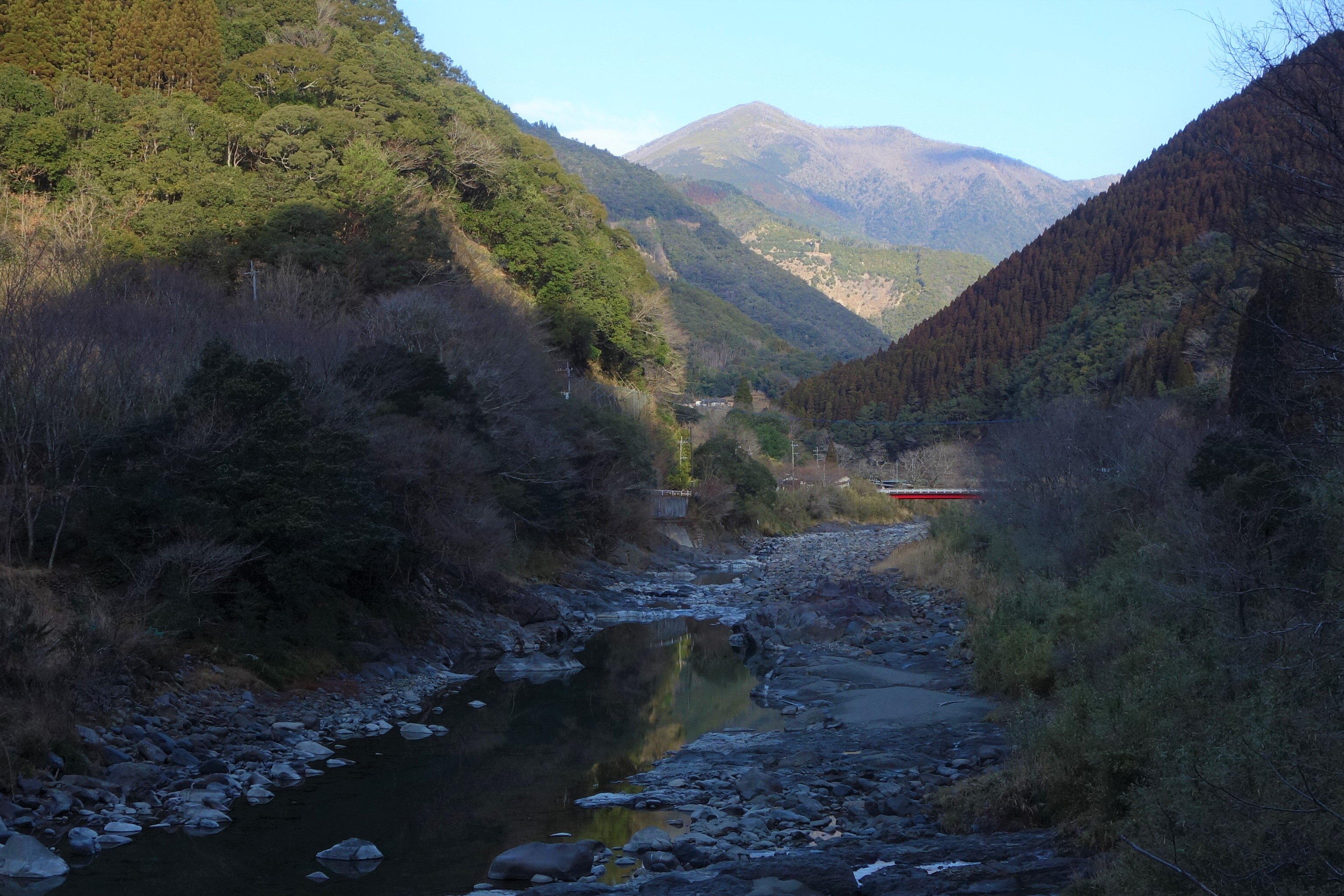
西米良村からの市房山と一ツ瀬川
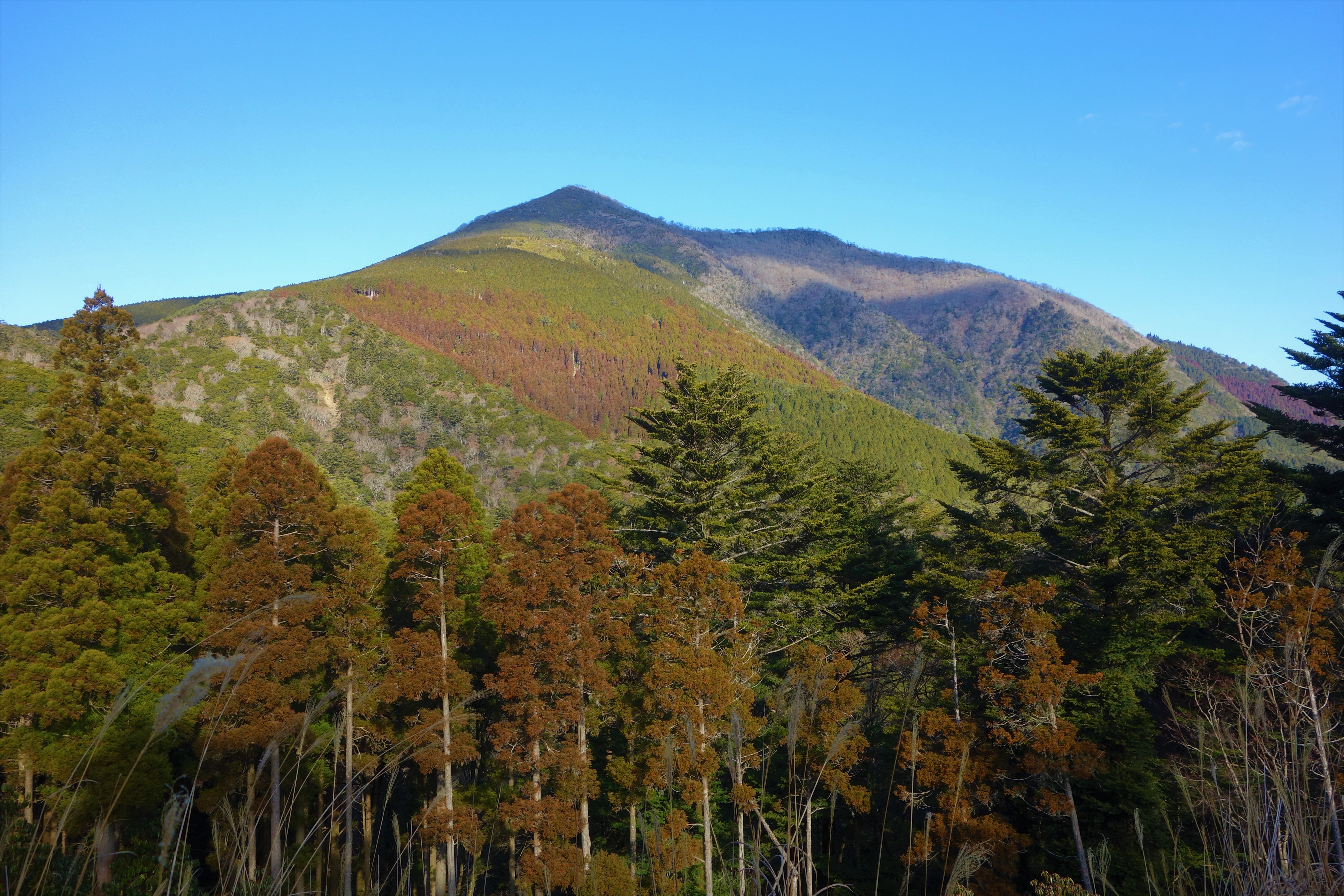
西米良村槙ノ口付近からの市房山
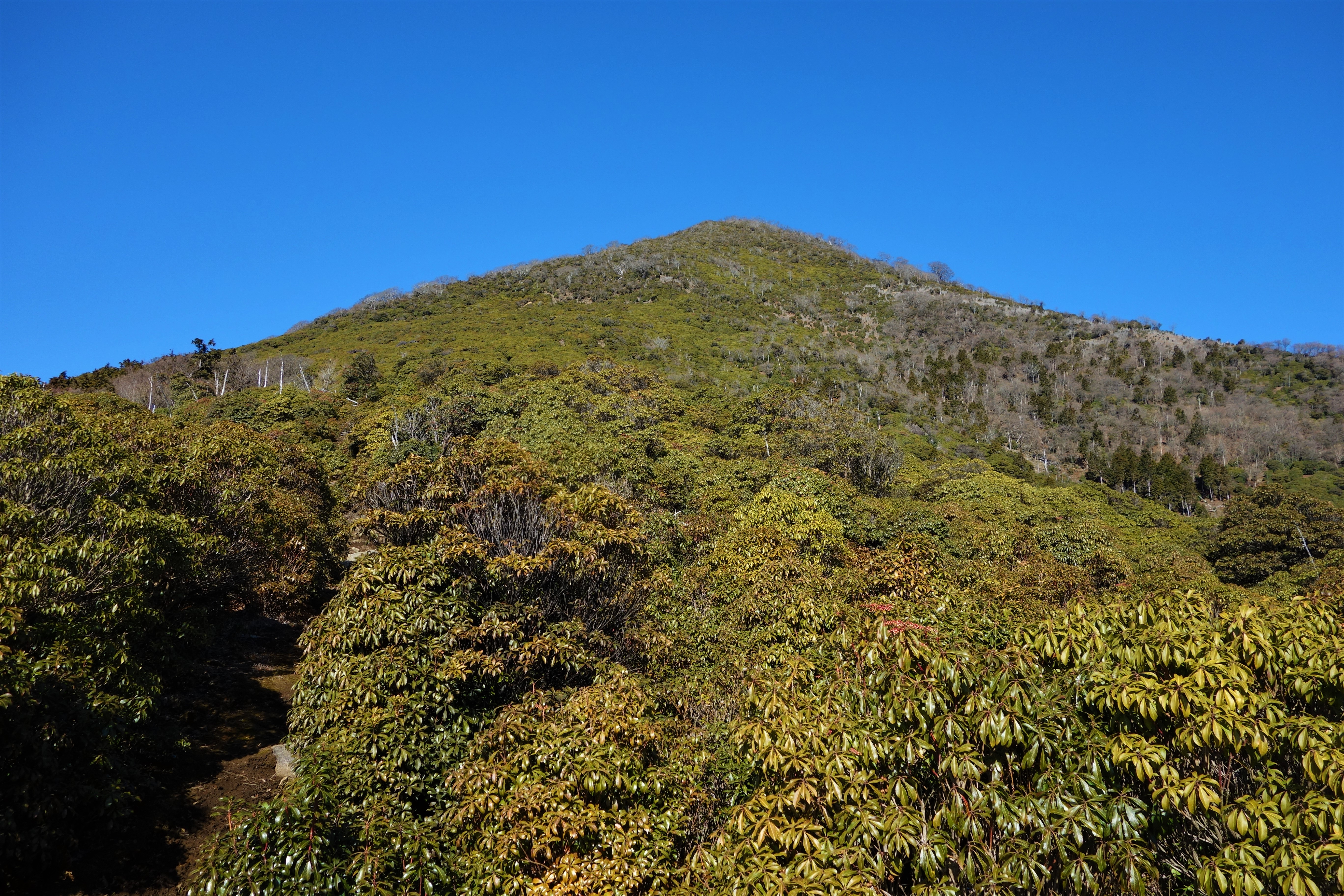
槙ノ口八合目からの市房山
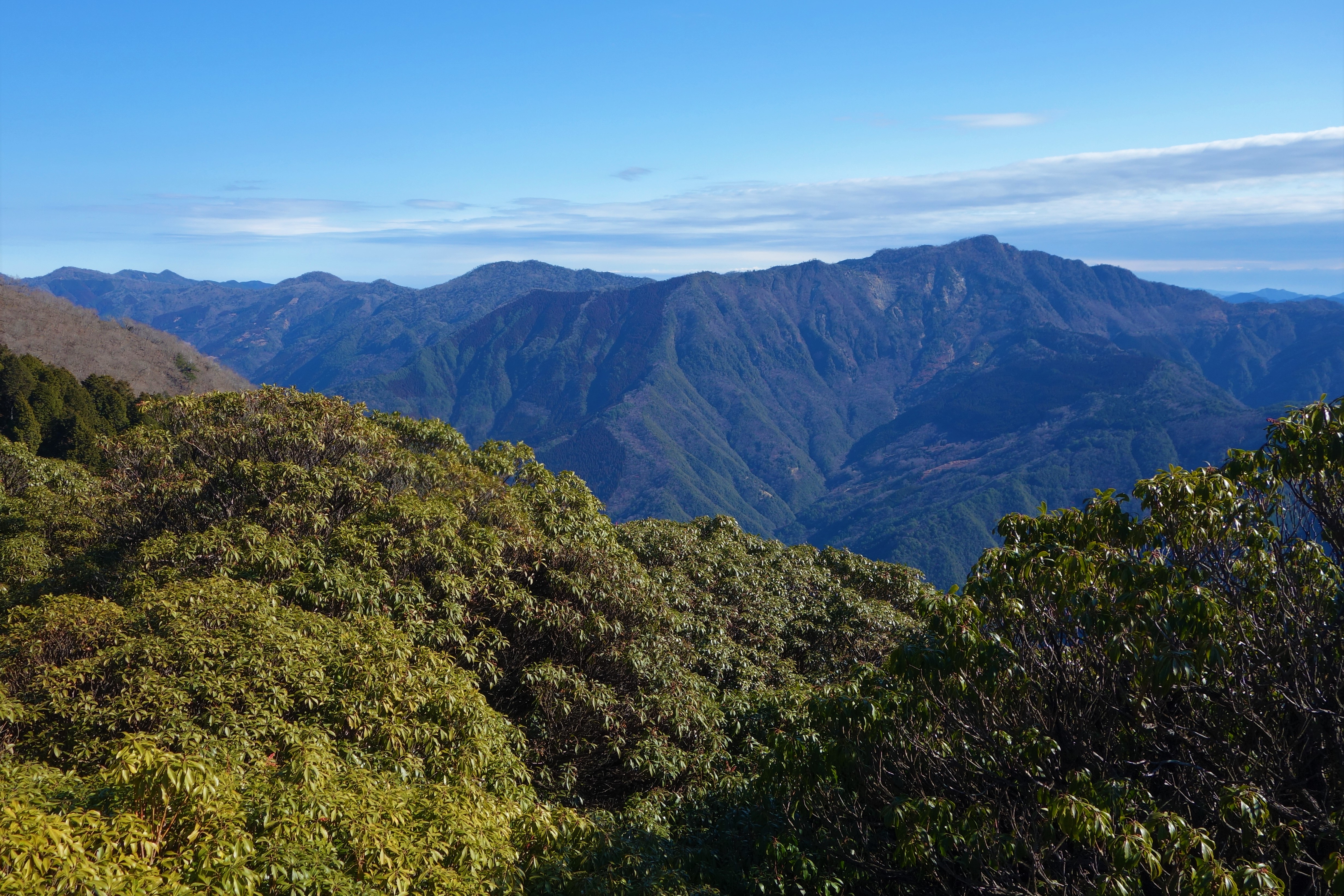
槙ノ口八合目からの石堂山
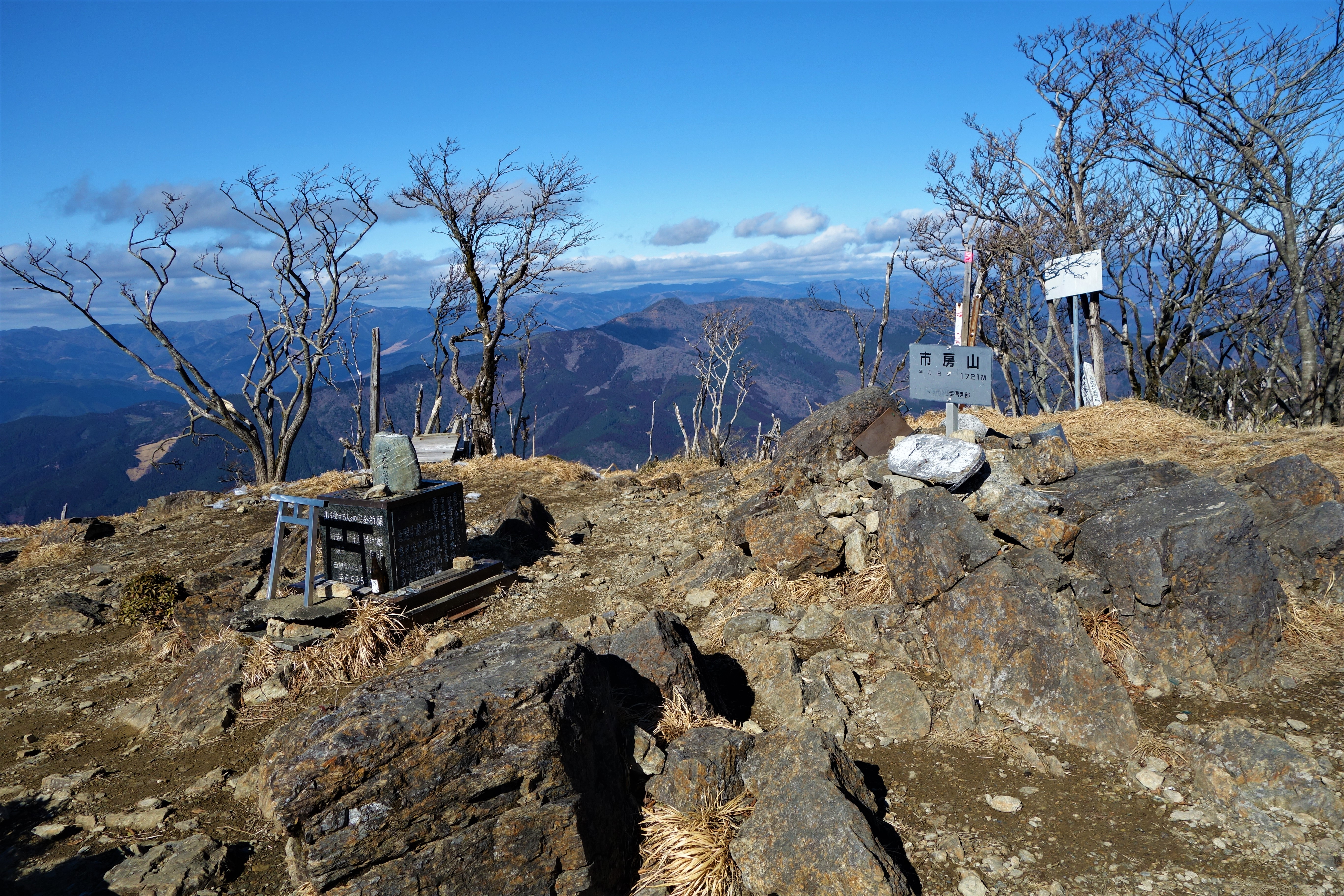
市房山山頂
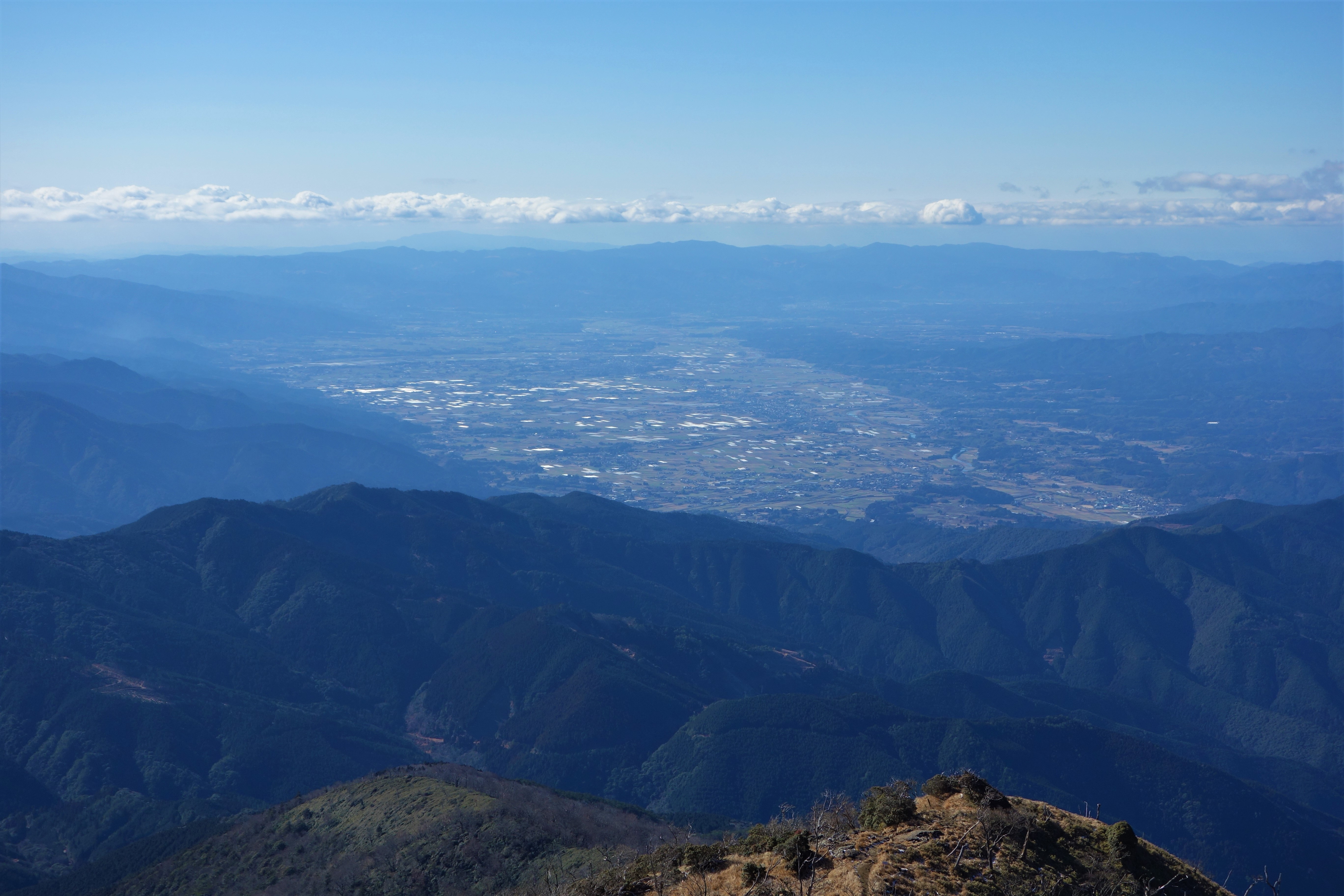
市房山からの人吉盆地
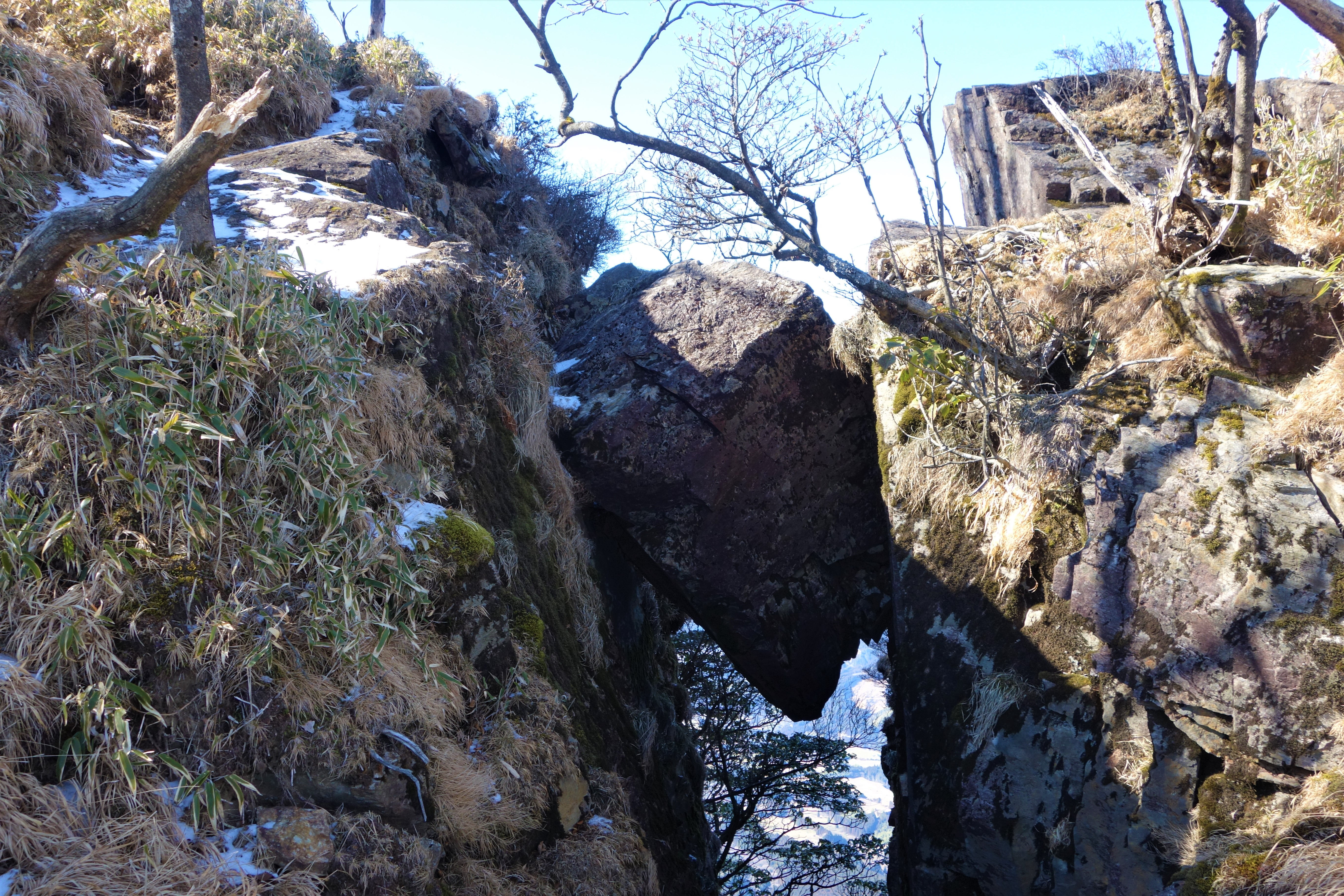
心見の橋
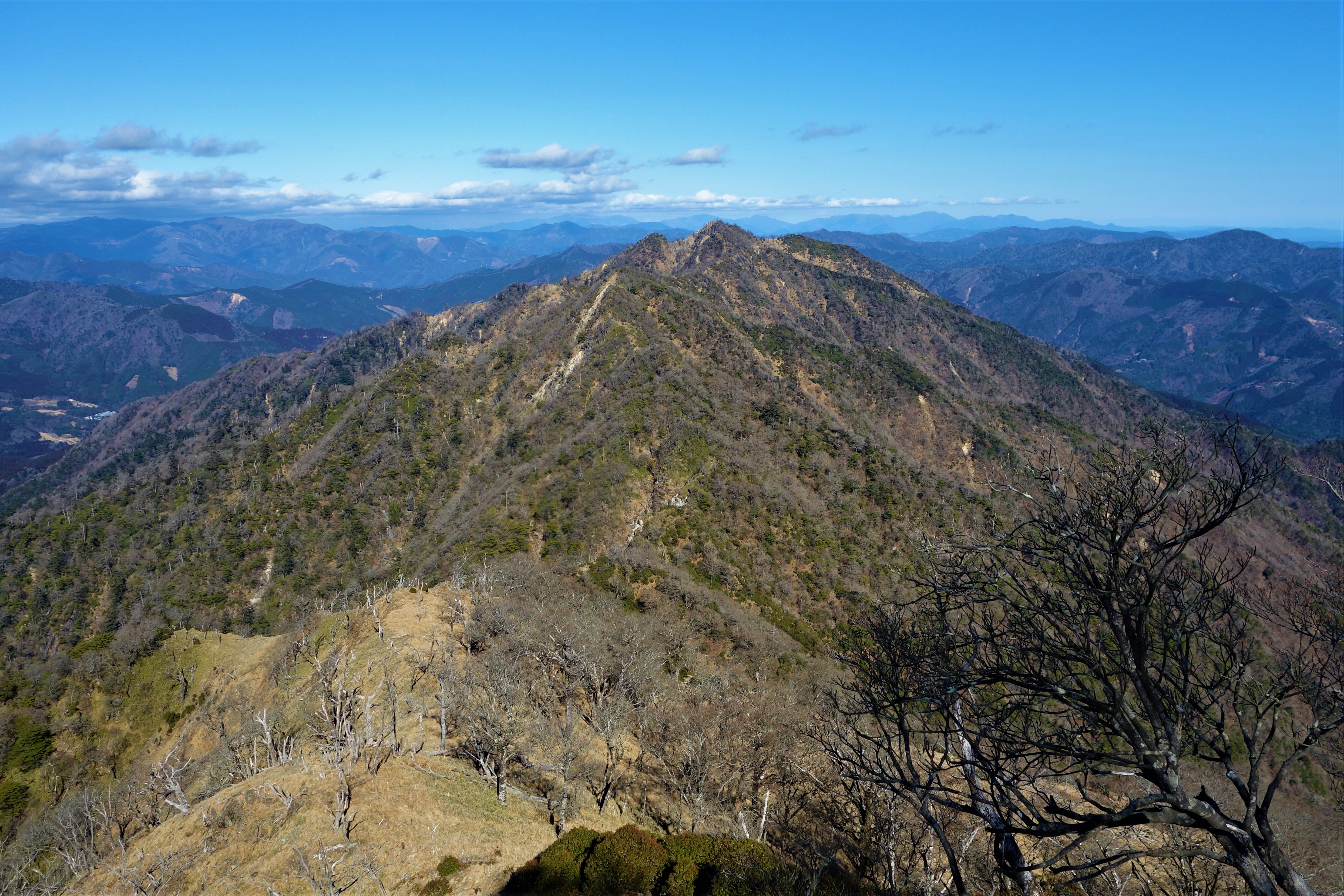
市房山からの二ツ岩